# Seznam italijanskih plesalcev
Seznam italijanskih plesalcev.

## B
- Mauro Bigonzetti
- Carlo Blasis
- Paolo Bortoluzzi

## C
- Fabrizio Caroso
- Enrico Cecchetti
- Fanny Cerrito

## F
- Cia Fornaroli
- Carla Fracci (1936-2021)

## G
- Emio Greco
- José Greco
- Carlotta Grisi

## L
- Pierina Legnani

## M
- Simona Minisini

## P
- Domenico da Piacenza

## S
- Delia Scala

## T
- Filippo Taglioni
- Diego Tortelli

## V
- Caterina Valente
- Salvatore Viganò